# توم غيلين
توم غيلين (بالإنجليزية: Tom Gillen)‏ هو لاعب كرة قاعدة أمريكي، ولد في 18 مايو 1862 في فيلادلفيا في الولايات المتحدة، وتوفي بنفس المكان في 26 يناير 1889.

## وصلات خارجية
- توم غيلين على موقعبيزبول رفرنس.كوم (الدوري الرئيسي) (الإنجليزية)
- توم غيلين على موقعبيزبول رفرنس.كوم (الدوري الثانوي) (الإنجليزية)